# ふぃぎゅ@謝肉祭
『ふぃぎゅ@謝肉祭』（ふぃぎゅアットカーニバル）はエスクードより発売されたアダルトゲーム。同ブランドから発売の15作目のゲームで、前作『ふぃぎゅ@メイト』のファンディスクである。2007年4月27日に豪華限定版、同年7月27日に通常版が発売された。

## 概要
改造フリーモードでは本編である前作のキャラクター（詳細：ふぃぎゅ@メイト#登場キャラクター）・システムを踏襲して新たな要素を加えている。また、計6つのショートシナリオが楽しめることに加え、4つのミニゲームがある。
- 原画：光姫満太郎
- シナリオ：新
- 主題歌：ガチャガチャへるつ・ふぃぎゅ@ラジオ 楽曲製作：MOSAIC.WAV、作詞・歌：み〜こ、作曲：山頭水、編曲：柏森進

### ショートシナリオ

#### ふぃぎゅ@メイトもしも……
本編で攻略することのできなかったジェノサイド、メイドギャル、黄緑憐菜とHできる3つのストーリー。

##### ジェノサイド式
ジェノサイドのシナリオ。
イフリナのエーテル体も殆ど回復してきたある日。いつものようにジェノサイドが襲い掛かってきたところをイフリナは全力で魔法をぶっ放す。気絶したジェノサイドが目を覚ますと主人公を「お兄様ぁ」と呼びだした。

##### メイドリバーシー
メイドギャルのシナリオ。
アキバロード1のメイド喫茶「キュアレスト」の謎が解き明かされる。

##### 同人誌に花束を
黄緑憐菜のシナリオ。
「マジ狩る怪盗メメ子」を教え込むための勉強会をすることになりイフリナを毎日阿騎馬大学の所属サークル「アニメ研究会（仮）」の部室へ連れて行く。主人公は楽しそうなイフリナに対し、元気がなくなっていく黄緑が気になり始めた。

#### アナザーストーリー
メインヒロインである炎道イフリナ、ハセガワ、カナイ・ジュリアラス及びホームページ企画「フィギュ@コレクション」のアナザーストーリー。

##### 天才魔法少女?
イフリナと渡馬のシナリオ。
主人公はイフリナに何気なく「炎道さんって本当に天才なの？」と言った。イフリナは天才を証明するために、主人公をフィギュアサイズにしてしまう。元に戻すことができないと言われ主人公は途方に暮れる。

##### 1DAY HASEGAWA
ハセガワのシナリオ。
ハセガワ宛に届けられた謎の宅配便により主人公が振り回される。

##### も〜
カナイのシナリオ。
主人公が完成させた魔改造メメ子は牛柄メメ子だった。主人公が牛と巨乳を結びつけた妄想をしてしまったことによりイフリナの魔法が失敗してカナイまで巻き込んでしまう。

##### ふぃぎゅ@コレクション
ホームページでの企画とリンクしたシナリオ。
グランドフェスティバルと同格のフィギュアイベント「ふぃぎゅ@コレクション」で血に飢えたマカイザーたちと熾烈な戦いを繰り広げる。

### フリーモード
ひたすらガチャを回してフィギュアを改造しまくりたいという要望に応えた改造フリーモード。本編である前作のキャラクターが異なる設定で登場する「ふぃぎゅ@学園」を舞台にしたストーリー。エンディング以降もプレイ可能。魔改造Hシーンのテキストは本作のために書き下ろされた。開発元ホームページでのアンケート上位3種の魔改造が追加されている。

### ミニゲーム
これらのゲームをクリアすると改造フリーモードでの資金が増える。
- ふぃぎゅ@雀 ‐ 12人のキャラクターが役名まで喋る四人打ち麻雀。ローカル役・古役、喰い断の有無など詳細なルール設定が可。
- フィギュアを探せクイズ
- 数@謎 - 数独
- ハタヤマリバーシ

同社の『麻雀 英雄×魔王』にふぃぎゅ@めいとのキャラクターを追加できる。

### アクセサリー集
改造フリーモードの資金によって壁紙やシステムボイスなどが手にはいる。

## 付属品

### ドラマCD
ラジオ番組形式で「あなたに捧げる魔改造」「み〜このふぃぎゅぎゅぎゅぎゅっと大冒険」「つくつくぼうしも鳴いている」の3つの物語と嫌いなキャラランキングなどのコーナーを含む64分間のCD。

### 豪華版限定特典

#### ビジュアルファンブック
前作の予約購入者のみの特典「ふぃぎゅ@BOOK」と同スタッフが手がけるA4判96ページオールカラーによる原画集。表紙は描き下ろし。魔改造投票の没ネタのラフやゲストによる完全攻略漫画・イラストが含まれる。ゲストに有葉、こ〜ちゃ、杉菜水姫、藤原々々、青本もあ。

#### 光姫満太郎同人誌
劇中に登場する同人誌を再現した「まじ狩るふぃぎゅ@」。